# Hyphessobrycon axelrodi
Hyphessobrycon axelrodi is een  straalvinnige vissensoort uit de familie van karperzalmen (Characidae). De wetenschappelijke naam van de soort is voor het eerst geldig gepubliceerd in 1959 door Travassos.